# Trachysiphonella pori
Trachysiphonella pori is een vliegensoort uit de familie van de halmvliegen (Chloropidae). De wetenschappelijke naam van de soort is voor het eerst geldig gepubliceerd in 1976 door Harkness & Ismay.